# Camp (série télévisée)
Pour les articles homonymes, voir Camp.
Camp est une série télévisée américaine en dix épisodes de 42 minutes créée par Liz Heldens et Peter Elkoff diffusée entre le 10 juillet et le 11 septembre 2013 sur le réseau NBC et en simultané sur le réseau Global au Canada.
Cette série est inédite dans tous les pays francophones.

## Synopsis
L'histoire suit Mackenzie Greenfield, propriétaire d'un camp de vacances, le Little Otter Family Camp. On y suivra le quotidien d'un camp de vacances dans lequel son fils Buzz est à la recherche de son premier amour, ou de Kip, un jeune ado rebelle atteint d'une leucémie, forcé par son père à rejoindre le camp. Un lieu de paradis où la nature entre en collision avec la nature humaine…

## Distribution

### Acteurs principaux
- Rachel Griffiths : Mackenzie Greenfield
- Tom Green : Kip Wampler
- Lily Sullivan : Marina Barker
- Tim Pocock : Robbie Matthews
- Dena Kaplan : Sarah Brennen
- Charles Grounds : Buzz Granger
- Charlotte Nicdao (en) : Grace
- Nikolai Nikolaeff : David « Cole » Coleman
- Rodger Corser : Roger Shepherd

### Acteurs récurrents
- Adam Garcia : Todd, père de Grace
- Christopher Kirby : Raffi, père de Grace
- Isabel Durant : Deanna
- Genevieve Hegney : Sheila
- Natasha Bassett : Chloe
- Carmel Rose : Zoe
- Jordan Rodrigues : Greg
- Jonathan LaPaglia : Steve
- Kat Stewart (en) : mère de Robbie
- Jodi Gordon : Kat, petite-amie russe de Steve
- Juan Pablo Di Pace : Miguel Santos
- Geraldine Hakewill : Kendra Huffington

## Développement

### Production
Le 6 janvier 2013, NBC a commandé la série de treize épisodes pour l'été 2013, qui a été réduit à dix épisodes.
Le 1er octobre 2013, la série a été annulée par NBC.

### Casting
Les rôles ont été distribués dans cet ordre : Tom Green et Tim Pocock, Rachel Griffiths et Dena Kaplan, Rodger Corser et Nikolai Nikolaeff.

## Épisodes
| N° | Titre original          | Réalisation       | Scénario                               | Date de diffusion originale | Audience (millions) | Pdm sur les 18/49 ans |
| -- | ----------------------- | ----------------- | -------------------------------------- | --------------------------- | ------------------- | --------------------- |
| 1  | Pilot                   | Kate Woods (en)   | Liz Heldens et Peter Elkoff            | 10 juillet 2013             | 5                   | 1.5                   |
| 2  | Capture the Flag        | Shawn Seet        | Liz Heldens                            | 17 juillet 2013             | 4,17                | 1.3                   |
| 3  | The Mixer               | Shawn Seet        | Peter Elkoff                           | 24 juillet 2013             | 3,88                | 1.0                   |
| 4  | Valentine's Day in July | Ben Chessell      | Jessica Goldberg                       | 31 juillet 2013             | 3,85                | 1.1                   |
| 5  | Heat Wave               | Ben Chessell      | Kath Lingenfelter                      | 7 août 2013                 | 3,53                | 1.1                   |
| 6  | Parents' Weekend        | Nicholas Bufalo   | Brent Fletcher (en)                    | 14 août 2013                | 3,41                | 0.9                   |
| 7  | The Wedding             | Nicholas Bufalo   | Robia Rashid                           | 21 août 2013                | 3,16                | 0.9                   |
| 8  | Harvest Moon            | Lynn-Maree Danzey | Joe Lawson (en)                        | 28 août 2013                | 3,22                | 0.9                   |
| 9  | CIT Overnight           | Lynn-Maree Danzey | Jessica Goldberg                       | 4 septembre 2013            | 3,21                | 0.9                   |
| 10 | Last Days of Summer     | Catriona McKenzie | Dennis Saavedra Saldua et Hayley Tyler | 11 septembre 2013           | 3,22                | 0.8                   |

## Accueil
Le pilote a attiré 5 millions de téléspectateurs, gagnant la soirée contre une rediffusion d’Esprits criminels sur CBS et The Lookout sur ABC, alors que le deuxième épisode a attiré 4,17 millions de téléspectateurs. Les audiences des épisodes suivants se sont ensuite tenues dans les 3 millions, pour une moyenne de 3,67 millions de téléspectateurs pour la saison.